# Espérance Sportive de Tunis
Espérance Sportive de Tunis, grundad 15 januari 1919, är en fotbollsklubb i Tunis i Tunisien. Klubben spelar säsongen 2021/2022 i Tunisiens högstadivision, Ligue Professionnelle 1, och är regerande mästare.
Espérance grundades 1919 i kvarteret Bab Souika i Tunis, men nådde inga större sportsliga framgångar innan Tunisiens självständighet från Frankrike 1956. Därefter har Espérance varit den stora dominanten i tunisisk fotboll, med bland annat 31 ligatitlar och 15 cuptitlar. Klubben har även vunnit afrikanska Champions League vid fyra tillfällen, senast 2019.

## Meriter i urval

### Nationella
- Ligue Professionnelle 1 (34): 1941/1942, 1958/1959, 1959/1960, 1969/1970, 1974/1975, 1975/1976, 1981/1982, 1984/1985, 1987/1988, 1988/1989, 1990/1991, 1992/1993, 1993/1994, 1997/1998, 1998/1999, 1999/2000, 2000/2001, 2001/2002, 2002/2003, 2003/2004, 2005/2006, 2008/2009, 2009/2010, 2010/2011, 2011/2012, 2013/2014, 2016/2017, 2017/2018, 2018/2019, 2019/2020, 2020/2021, 2021/22, 2023/24, 2024/25
- Tunisiska cupen (15): 1938/1939, 1956/1957, 1963/1964, 1978/1979, 1979/1980, 1985/1986, 1988/1989, 1990/1991, 1996/1997, 1998/1999, 2005/2006, 2006/2007, 2007/2008, 2010/2011, 2015/2016
- Tunisiska supercupen (6): 1960, 1993, 2001, 2019, 2020, 2021

### Internationella
- Caf Champions League (4): 1994, 2011, 2018, 2019

## Placering tidigare säsonger
| Säsong    | Nivå | Liga    | Placering | Referens | Notering      |
| --------- | ---- | ------- | --------- | -------- | ------------- |
| 2014–2015 | 1    | Ligue 1 | 3         | [ 3 ]    |               |
| 2015–2016 | 1    | Ligue 1 | 2         | [ 4 ]    |               |
| 2016–2017 | 1    | Ligue 1 | 1         | [ 5 ]    | Efter playoff |
| 2017–2018 | 1    | Ligue 1 | 1         | [ 6 ]    |               |
| 2018–2019 | 1    | Ligue 1 | 1         | [ 7 ]    |               |
| 2019–2020 | 1    | Ligue 1 | 1         | [ 8 ]    |               |
| 2020–2021 | 1    | Ligue 1 | 1         | [ 9 ]    |               |
| 2021–2022 | 1    | Ligue 1 | 1         | [ 10 ]   |               |
| 2022–2023 | 1    | Ligue 1 | 2         | [ 11 ]   |               |
| 2023–2024 | 1    | Ligue 1 | 1         | [ 12 ]   |               |
| 2024–2025 | 1    | Ligue 1 | 1         | [ 13 ]   |               |